# 마방진

3×3 마방진

마방진(魔方陣, 영어: magic square) 또는 방진(方陣)은 n2개의 수를 가로, 세로, 두 대각선 방향의 수를 더하면 모두 같은 값이 나오도록 n × n 행렬에 배열한 것이다. 일반적인 마방진(pure/normal magic square)의 각 칸에는 1부터 n2까지의 수가 모두 들어간다. 마방진은 n이 2일 때를 제외하고 항상 존재한다.

## 역사

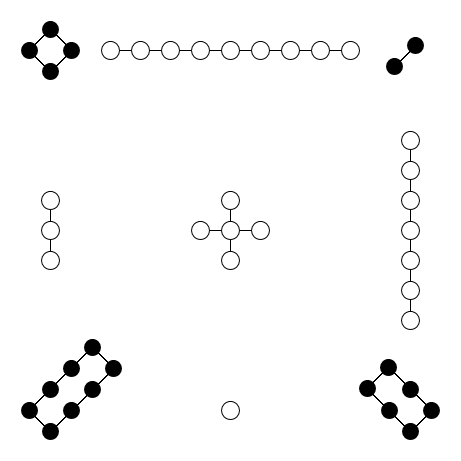
최초의 마방진으로 여겨지는 낙서

중국 하나라의 우 임금 시절 (약 4000년 전) 우왕은 매년 범람하는 황하의 물길을 정비할 때 이상한 그림이 새겨진 거북의 등 껍데기를 발견했다. 1부터 9까지의 숫자가 배열된 3차 마방진이었고, 가로, 세로, 대각선의 어느 방향으로 더해도 그 합(마방진 합)이 15였다. 이를 낙서라고 한다.

天與禹洛出書，神龜負文而出，列於背，有數至於九。禹遂因而第之，以成九類，常道所以次敘。
— 상서정의 12권

## 특성

### 마법 상수
마방진에서 가로줄, 세로줄, 그리고 두 대각선의 합은 같은데, 그 값을 마법 상수라고 한다. 1부터 n2까지의 수가 한 개씩 들어가는 '일반적인'(normal) 마방진에서 모든 수의 합은 1부터 n2까지의 자연수 합으로 삼각수 {\displaystyle {\frac {n^{2}(n^{2}+1)}{2}}}이다. n개의 가로·세로줄이 있으니 마법 상수는 이를 n으로 나눈 것과 같다.
{\displaystyle M(n)={\frac {n^{2}(n^{2}+1)}{2}}\div n={\frac {n(n^{2}+1)}{2}}}

### 자명한 1차 마방진
1차 마방진(1×1 마방진)은 수가 '1' 한 개밖에 없다. 따라서 자명하다.

### 불가능한 2차 마방진
일반적인 마방진은 2차 마방진 외에는 모두 가능하다.
다음과 같은 2차 마방진이 있다고 하면, 
| {\displaystyle a} | {\displaystyle b} |
| {\displaystyle c} | {\displaystyle d} |

{\displaystyle a} + {\displaystyle b} = {\displaystyle a} + {\displaystyle c} 이고,
{\displaystyle b} = {\displaystyle c} 로 두 수가 중복된다.

### 개수
2024년에 6차 마방진의 개수에 대한 검증이 끝나 6차까지 개수가 알려져 있다.
1, 0, 1, 880, 275305224, 17753889197660635632. (OEIS의 수열 A006052)
2024년 12월에 7차, 8차 마방진의 개수가 시뮬레이션을 통해 산출됐습니다.
7차 마방진의 개수는 3.54886E+34 개이고
8차 마방진의 개수는 5.20248E+54 개입니다.
9차 마방진의 개수는 1.33581E+78 개로 2025년 02월 18일에  최세권 프로그래머가 계산했다.

## 분류

4×4 마방진의 종류를 벤 다이어그램으로 표시한 것이다. 같은 색으로 표시된 부분에서 합이 마법 상수로 같다.

n×n 마방진은 어떤 수들의 합이 마법 상수로 같은지에 따라 다음과 같이 분류될 수 있다.
- 준마방진(semi-magic square)은 가로줄과 세로줄만의 합이 마법 상수로 같다.
- 단순 마방진(simple magic square)은 가로줄, 세로줄, 그리고 두 대각선의 합이 마법 상수로 같다. 일반적인 마방진(ordinary magic square) 또는 평범한 마방진(normal magic square)이라고도 불리고, 일반적으로 마방진은 단순 마방진을 말한다.
- 범마방진(汎魔方陣, pandiagonal magic square) 또는 범대각선 마방진(汎對角線 魔方陣)은 범대각선(깨진 대각선)의 합도 마법 상수로 같은 마방진을 말한다.
- 가장 완벽한 마방진(most-perfect magic squrare)은 두 조건을 만족하는 범마방진이다.

## 마방진 만들기
몇천 년 동안, 마방진을 만드는 다양한 방법이 발견되었다.

### 홀수 차수의 마방진
홀수 차수의 마방진을 만드는 방법은 프랑스 외교관 '시몬 드 라 루베르'(Simon de la Loubère)가 그의 저서 《시암 왕국의 역사적 관계(Du Royaume de Siam, 1693)》의 〈인도인들에 따른 마방진 문제(The problem of the magical square according to the Indians)〉에 나와 있다. 그 방법은 다음과 같다.
첫 번째 행의 가운데 칸에 1을 넣는다. 그 다음 자연수를 대각선 방향으로 오른쪽 위 칸에 넣는 것을 모든 칸이 채워질 때까지 반복한다. 이때 해당하는 칸이 마방진의 위쪽으로 벗어난 경우에는 반대로 가장 아래쪽의 칸으로, 마방진의 오른쪽으로 벗어나는 경우는 가장 왼쪽의 칸으로 각자 한번 더 이동한다. 또 이때 칸을 채울 자리에 이미 숫자가 있다면 아래에 수를 넣는다.
|  | 1 |  |
|  |   |  |
|  |   |  |

|  | 1 |   |
|  |   |   |
|  |   | 2 |

|   | 1 |   |
| 3 |   |   |
|   |   | 2 |

|   | 1 |   |
| 3 |   |   |
| 4 |   | 2 |

|   | 1 |   |
| 3 | 5 |   |
| 4 |   | 2 |

|   | 1 | 6 |
| 3 | 5 |   |
| 4 |   | 2 |

|   | 1 | 6 |
| 3 | 5 | 7 |
| 4 |   | 2 |

| 8 | 1 | 6 |
| 3 | 5 | 7 |
| 4 |   | 2 |

| 8 | 1 | 6 |
| 3 | 5 | 7 |
| 4 | 9 | 2 |

맨 윗 줄에 가운데 칸이 아닌 칸에서 시작해도 가능하지만, 가로줄과 세로줄은 마법 상수으로 나오고 대각선의 합은 다르다. 따라서 준마방진(semimagic square)이 만들어지고, 진짜 마방진은 나올 수 없다. 또 대각선 오른쪽 위 방향이 아닌 방향으로 자연수를 계속 써도 마방진이 나올 수 있다.
| 8 | 1 | 6 |
| 3 | 5 | 7 |
| 4 | 9 | 2 |

| 17 | 24 | 1  | 8  | 15 |
| 23 | 5  | 7  | 14 | 16 |
| 4  | 6  | 13 | 20 | 22 |
| 10 | 12 | 19 | 21 | 3  |
| 11 | 18 | 25 | 2  | 9  |

| 47 | 58 | 69 | 80 | 1  | 12 | 23 | 34 | 45 |
| 57 | 68 | 79 | 9  | 11 | 22 | 33 | 44 | 46 |
| 67 | 78 | 8  | 10 | 21 | 32 | 43 | 54 | 56 |
| 77 | 7  | 18 | 20 | 31 | 42 | 53 | 55 | 66 |
| 6  | 17 | 19 | 30 | 41 | 52 | 63 | 65 | 76 |
| 16 | 27 | 29 | 40 | 51 | 62 | 64 | 75 | 5  |
| 26 | 28 | 39 | 50 | 61 | 72 | 74 | 4  | 15 |
| 36 | 38 | 49 | 60 | 71 | 73 | 3  | 14 | 25 |
| 37 | 48 | 59 | 70 | 81 | 2  | 13 | 24 | 35 |

### 4차 마방진
위와 같이 4칸씩 나누어 흑색 칸과 백색 칸으로 칠한 뒤에, 한 색 칸의 수들을 180도 뒤집어 옮기면 마방진이 된다.
| 1  | 2  | 3  | 4  |
| 5  | 6  | 7  | 8  |
| 9  | 10 | 11 | 12 |
| 13 | 14 | 15 | 16 |

| 1  | 15 | 14 | 4  |
| 12 | 6  | 7  | 9  |
| 8  | 10 | 11 | 5  |
| 13 | 3  | 2  | 16 |

## 변형

### 2차원

원진
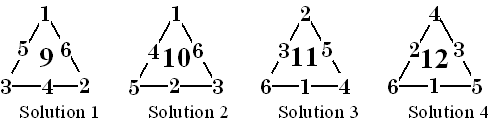
다각진 중 하나인 삼각진
육각진
별진 중 하나인 육각별진
최석정의 지수귀문도

### 다차원

입체마방진

## 같이 보기
- 입체마방진: 3차원 형태의 마방진